# Élection présidentielle allemande de 2012
L'élection présidentielle allemande de 2012 (en allemand, Wahl des deutschen Bundespräsidenten 2012) s'est tenue le 18 mars 2012, lors de la réunion de la quinzième Assemblée fédérale, présidée par le président du Bundestag, Norbert Lammert, au palais du Reichstag à Berlin, dans le dessein de désigner le onzième président fédéral d'Allemagne.
Cette élection présidentielle anticipée fait suite à la démission du président fédéral Christian Wulff, impliqué dans une affaire de corruption.

## Contexte
Cette élection présidentielle est la seconde qui se tient en Allemagne, en seulement deux ans : le 30 juin 2010, les grands électeurs allemands, membres de l'Assemblée fédérale, étaient appelés à élire le successeur du président Horst Köhler, qui venait de démissionner de ses fonctions présidentielles après une polémique déclenchée quant à des propos parus dans la presse, concernant le rôle de la Bundeswehr en Afghanistan ; le vainqueur de cette élection fut le conservateur Christian Wulff, ministre-président de la Basse-Saxe, candidat de la droite conservatrice au pouvoir, élu au troisième tour de scrutin face à l'indépendant Joachim Gauck, soutenu par le SPD et l'Alliance 90 / Les Verts. Moins de deux ans plus tard, c'est le président Wulff lui-même qui, à la suite d'un scandale financier le concernant, démissionne de ses fonctions de chef de l'État le 17 février 2012, estimant avoir « perdu la confiance de [ses] concitoyens ». La chancelière fédérale, Angela Merkel, annule alors une visite officielle en Italie, et annonce, lors d'une conférence de presse tenue à la Chancellerie fédérale, vouloir « trouver, avec l'opposition, un candidat de consensus pour la présidence de la République ».
Cette élection présidentielle intervient dans un contexte de crise économique importante, alors que l'Allemagne est considérée, avec la France, comme un pilier de l'Union européenne.

## Composition de l'Assemblée fédérale
L'Assemblée fédérale est composée à parts égales des députés du Bundestag et de délégués des Länder comme le prévoit la Loi fondamentale allemande. Comme le Bundestag compte 620 députés, 620 délégués des Länder sont également appelés à siéger à la quinzième Assemblée fédérale, pour un total de 1 240 membres.
Les délégués des Länder sont élus par les parlements régionaux entre le 23 février et le 6 mars. La composition par parti politique et par Land est la suivante :

## Candidats
N'importe quel membre de l'Assemblée fédérale peut présenter un candidat, pourvu qu'il soit citoyen allemand, âgé d'au moins quarante ans, et dispose du droit de vote. Le candidat doit cependant consentir à sa candidature de manière écrite.

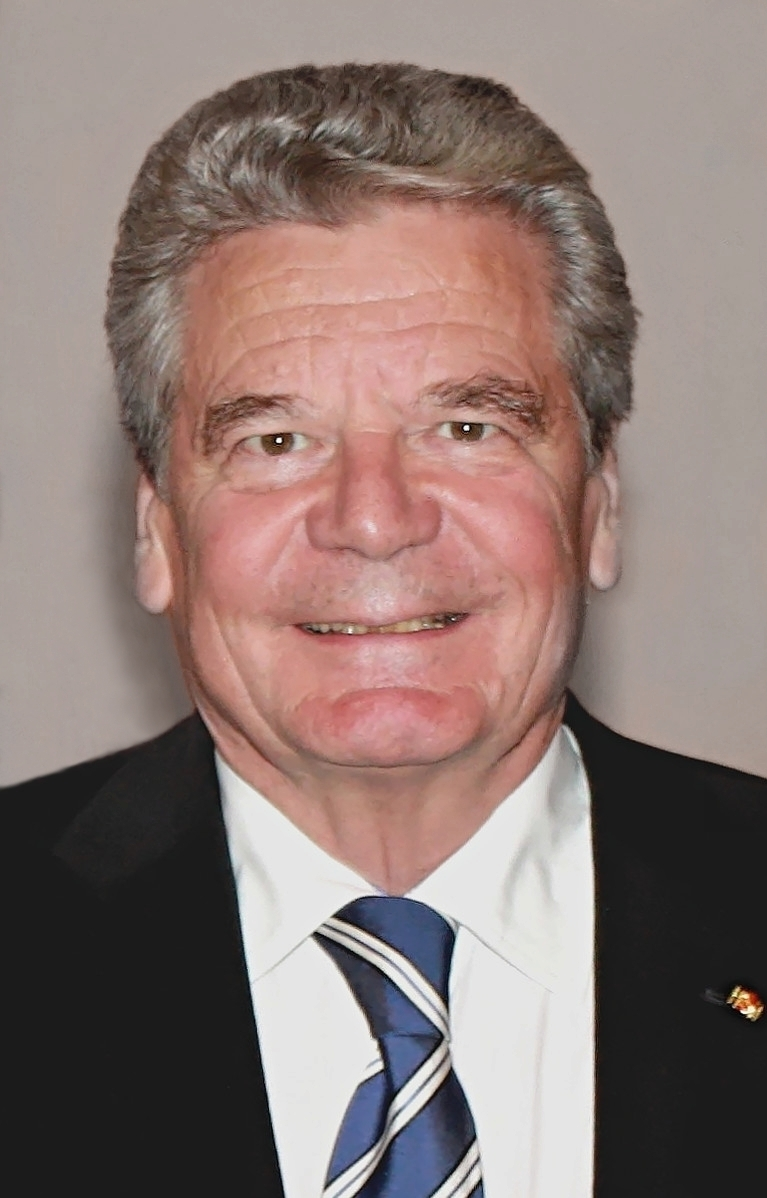
Joachim Gauck CDU/CSU, SPD, FDP, Verts
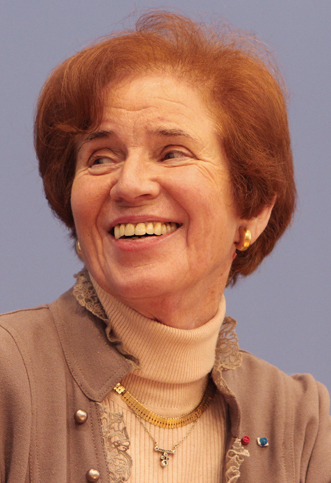
Beate Klarsfeld Die Linke
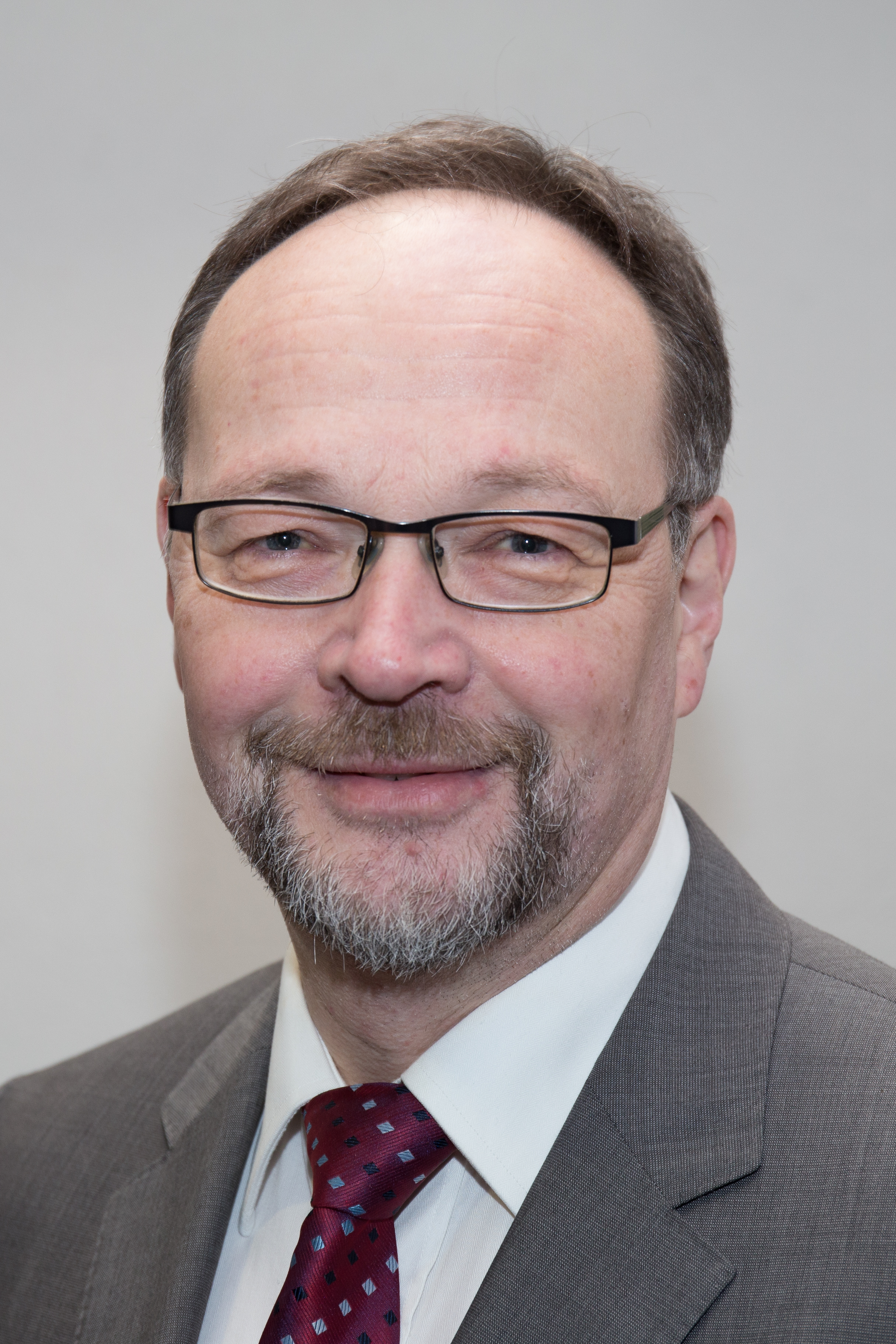
Olaf Rose NPD

### Choix des candidats et campagne
Dès le 18 février, le Parti social-démocrate d'Allemagne (SPD) propose la candidature du pasteur Joachim Gauck, 72 ans, ancien commissaire fédéral pour la documentation du service de sécurité de l'État de l'ex-République démocratique allemande, défait par Wulff en 2010. Le lendemain, les Unions chrétiennes (CDU/CSU), le Parti libéral-démocrate (FDP) et l'Alliance 90 / Les Verts apportent leur soutien à Gauck. Ce choix ne se fait pas sans difficulté, créant des remous dans la coalition conservatrice-libérale au pouvoir, un vice-président du groupe CDU/CSU au Bundestag affirmant que le FDP avait « couché » avec le SPD et Les Verts, tandis que l'écologiste historique Hans-Christian Ströbele, député fédéral, rappelle que Gauck avait qualifié l'anticapitalisme de « stupide » et critiqué le Occupy movement en 2011.
Le 27 février, comme l'annonçait la presse depuis quelques jours, Die Linke, le parti d'extrême-gauche, annonce son intention de soutenir la candidature de Beate Klarsfeld, une « chasseuse de Nazis » célèbre en Allemagne pour avoir giflé le chancelier Kurt Georg Kiesinger en 1968, en raison de son passé nazi. Bien que cette candidature soit considérée comme symbolique, Beate Klarsfeld n'ayant aucune chance de devenir la prochaine présidente fédérale du pays, elle est regardée comme la récompense, selon l'intéressée, du couronnement d'une vie entière dédiée à la « chasse aux Nazis ».
Le 5 mars, le NPD déclare soutenir la candidature de l'historien Olaf Rose.

## Résultats
| Candidats                | Candidats                | Partis                   | Premier tour | Premier tour |
| Candidats                | Candidats                | Partis                   | Voix         | %            |
| ------------------------ | ------------------------ | ------------------------ | ------------ | ------------ |
|                          | Joachim Gauck            | Sans                     | 991          | 88,48        |
|                          | Beate Klarsfeld          | Sans                     | 126          | 11,25        |
|                          | Olaf Rose                | Sans                     | 3            | 0,27         |
|                          |                          |                          |              |              |
| Majorité requise         | Majorité requise         | Majorité requise         | 621 voix     | 621 voix     |
|                          |                          |                          |              |              |
| Suffrages exprimés       | Suffrages exprimés       | Suffrages exprimés       | 1 120        | 99,64        |
| Votes blancs et nuls     | Votes blancs et nuls     | Votes blancs et nuls     | 4            | 0,36         |
| Total                    | Total                    | Total                    | 1 124        | 100          |
| Abstentions              | Abstentions              | Abstentions              | 108          | 8,71         |
| Absents                  | Absents                  | Absents                  | 8            | 0,64         |
| Inscrits / Participation | Inscrits / Participation | Inscrits / Participation | 1 236        | 90,65        |

## Analyse
Défait trois ans plus tôt à l'issue d'un long scrutin, Joachim Gauck est élu dès le premier tour avec 991 voix. Jamais un candidat à la présidence fédérale n'avait recueilli une majorité aussi large auparavant. Sa principale adversaire, Beata Klarsfeld, obtient cependant plus de voix que le total de grands électeurs du parti Die Linke. Le candidat des ultranationalistes du NPD, Olaf Rose, se contente des seuls suffrages de la formation qui le soutient. 
Plus d'une centaine de délégués ont fait le choix de l'abstention, ce qui explique que Gauck n'a pas fait le plein de voix des partis le soutenant.